# Duval County (Florida)
Das Duval County ist ein County im US-Bundesstaat Florida. Der Verwaltungssitz (County Seat) ist Jacksonville. Im Jahr 1968 wurde die Countyverwaltung mit der Stadtregierung von Jacksonville zusammengelegt (consolidated city-county).

## Geschichte

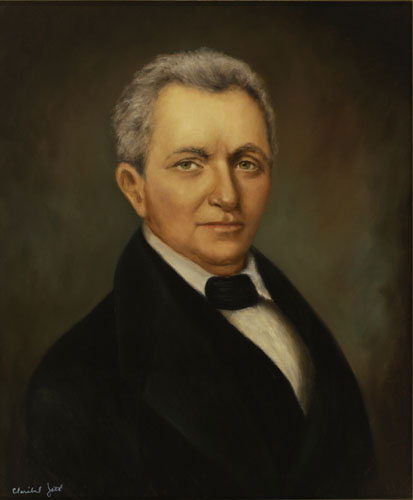
William Pope Duval

Das Duval County wurde am 12. August 1822 aus Teilen des St. Johns County gebildet. Benannt wurde es nach William Pope Duval, der von 1822 bis 1834 Gouverneur Floridas war. Das Duval County wurde am selben Tag gebildet wie das Jackson County.
Ursprünglich war der Nordosten Floridas von den Timucuan-Indianern besiedelt, die entlang des Strandes und den Ufern der Flüsse lebten. Die Spanier kamen 1513, angeführt durch Juan Ponce de León. Er nannte das Land La Florida. 1564 bauten die Franzosen das Fort Caroline an der Stelle, an der das heutige Jacksonville steht und brachten somit die erste protestantische Gemeinde in die heutigen USA. Diese errichtete eine Siedlung in der Nähe von St. Augustine, 55 Jahre bevor die Mayflower in Plymouth, Massachusetts, landete.
Eine große Wende in der Geschichte trat ein, als 1821 Florida ein Territorium der USA wurde. Das Duval County mit seiner Hafenstadt Jacksonville wurde ein wichtiger Punkt für den Handel mit Baumwolle und Holz. Während des Amerikanischen Bürgerkriegs fand im Duval County zwischen dem 1. und dem 3. Oktober 1862 die Schlacht von St. John’s Bluff statt. Ab 1968 begann man die südliche Hälfte des County durch den Bau neuer Straßen und Brücken zu erschließen.

## Geographie
Das County hat eine Fläche von 2.378 Quadratkilometern, wovon 374 Quadratkilometer Wasserfläche sind. Es grenzt im Uhrzeigersinn an folgende Countys: St. Johns County, Clay County, Baker County und das Nassau County. Mit diesen bildet es auch die Metropolregion Jacksonville.

## Demografische Daten
Nach der Volkszählung im Jahr 2010 lebten im Duval County 864.263 Menschen in 388.486 Haushalten. Die Bevölkerungsdichte betrug 431,3 Einwohner pro Quadratkilometer. Ethnisch betrachtet setzte sich die Bevölkerung zusammen aus 60,9 % Weißen, 24,5 % Afroamerikanern, 0,4 % Indianern und 4,2 % Asian Americans. 2,2 % waren Angehörige anderer Ethnien und 2,9 % verschiedener Ethnien. 7,6 % der Bevölkerung bestand aus Hispanics oder Latinos.
Im Jahr 2010 lebten in 32,8 % aller Haushalte Kinder unter 18 Jahren sowie 21,2 % aller Haushalte Personen mit mindestens 65 Jahren. 63,7 % der Haushalte waren Familienhaushalte (bestehend aus verheirateten Paaren mit oder ohne Nachkommen bzw. einem Elternteil mit Nachkomme). Die durchschnittliche Größe eines Haushalts lag bei 2,47 Personen und die durchschnittliche Familiengröße bei 3,04 Personen.
26,4 % der Bevölkerung waren jünger als 20 Jahre, 29,2 % waren 20 bis 39 Jahre alt, 28,0 % waren 40 bis 59 Jahre alt und 16,4 % waren mindestens 60 Jahre alt. Das mittlere Alter betrug 36 Jahre. 48,5 % der Bevölkerung waren männlich und 51,5 % weiblich.
Das jährliche Durchschnittseinkommen eines Haushalts betrug 48.906 USD, dabei lebten 15,8 % der Bevölkerung unter der Armutsgrenze.
Im Jahr 2010 war englisch die Muttersprache von 87,36 % der Bevölkerung, spanisch sprachen 5,74 % und 6,90 % hatten eine andere Muttersprache.

## Kultur und Sehenswürdigkeiten

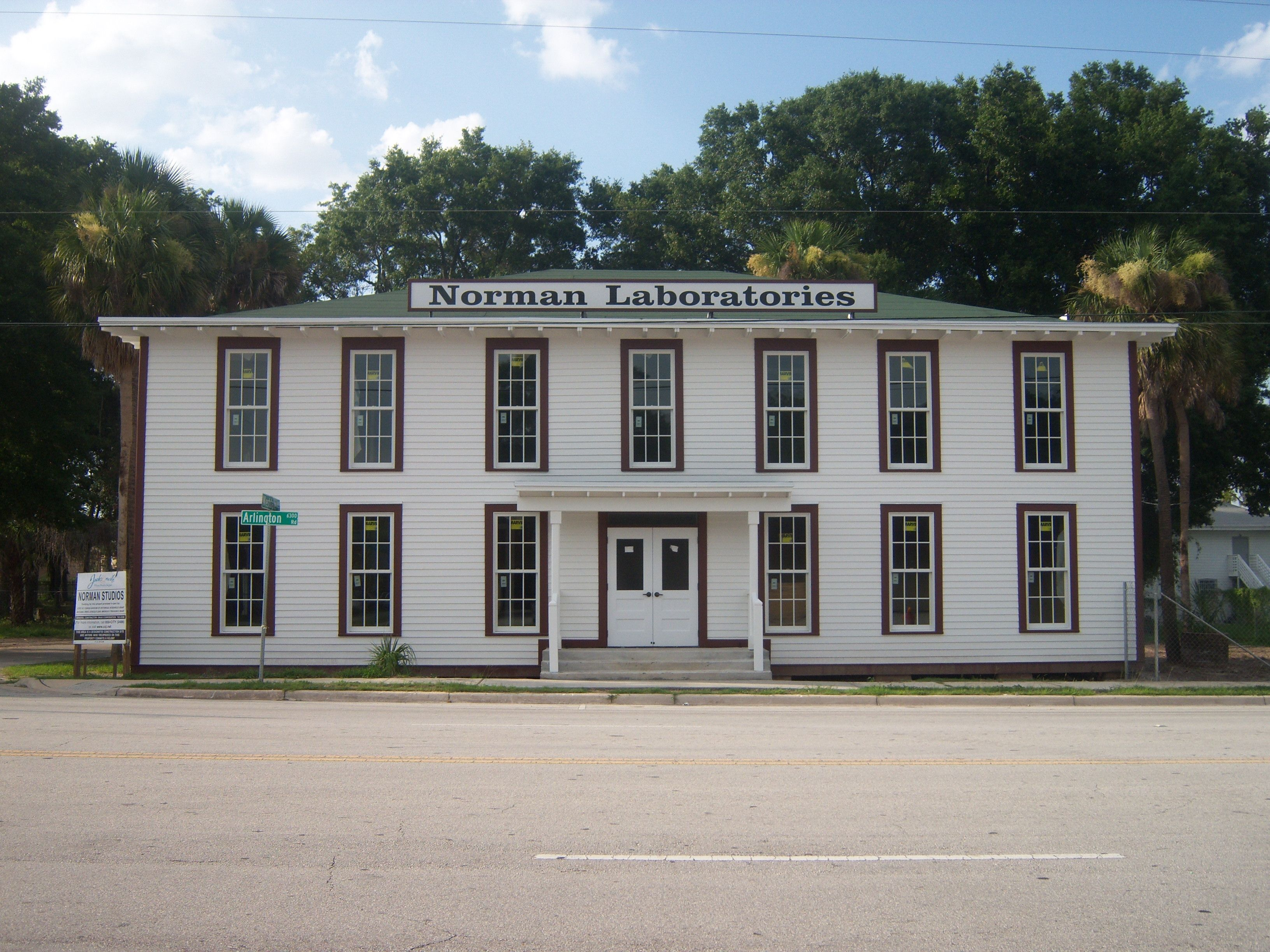
Norman Studios (2010). Dieses Filmstudio produzierte von 1919 bis 1928 Stummfilme mit afroamerikanischen Künstlern. Mit Aufkommen des Tonfilms wurde der Betrieb eingestellt. Im 21. Jahrhundert wurde die Liegenschaft restauriert und als Museum eingerichtet. Im Dezember 2014 wurden die Norman Studios als Historic District in das NRHP eingetragen. Im Oktober 2016 erfolgte die Anerkennung als National Historic Landmark.

Insgesamt sind 109 Bauwerke, Stätten und historische Bezirke (Historic Districts) im Duval County im National Register of Historic Places („Nationales Verzeichnis historischer Orte“; NRHP) eingetragen (Stand 17. Januar 2023), darunter haben das Schiffswrack Maple Leaf und die Norman Studios den Status von National Historic Landmarks („Nationales historisches Wahrzeichen“).

## Weiterführende Bildungseinrichtungen der Stadt
- Advanced Career Training
- Edward Waters College
- Florida Community College
- Florida Metropolitan University
- Florida Technical College
- ITT Technical Institute
- Jacksonville University
- Jones College
- Remington College
- Smith Chapel Bible College
- University of North Florida
- University of Phoenix

## Orte im Duval County
Orte im Duval County mit Einwohnerzahlen der Volkszählung von 2010:
Cities:
- Atlantic Beach – 12.655 Einwohner
- Jacksonville (County Seat) – 821.784 Einwohner
- Jacksonville Beach – 21.362 Einwohner
- Neptune Beach – 7.037 Einwohner

Town:
- Baldwin – 1.425 Einwohner